# Joueur français de l'année 2007
Navigation
2006 2008
Le joueur français de l'année 2007 est un trophée récompensant le meilleur footballeur français au cours de l'année civile 2007. Il s'agit de la 50e remise du trophée du meilleur joueur français depuis 1958.

## Classement des joueurs nommés
| Rang | Nom                  | Club                                  | Points |
| ---- | -------------------- | ------------------------------------- | ------ |
| 1    | Franck Ribéry        | Bayern Munich                         | 126    |
| 2    | Thierry Henry        | FC Barcelone                          | 76     |
| 3    | Karim Benzema        | Olympique Lyonnais                    | 63     |
| 4    | Florent Malouda      | Chelsea                               | 60     |
| 5    | Éric Abidal          | FC Barcelone                          | 47     |
| 6    | Samir Nasri          | Olympique de Marseille & Arsenal      | 28     |
| 7    | Claude Makélélé      | Chelsea & Paris SG                    | 15     |
| 8    | William Gallas       | Arsenal                               | 12     |
| 9    | Nicolas Anelka       | Chelsea                               | 10     |
|      | Jérôme Leroy         | Stade Rennais                         | 10     |
|      | Philippe Mexès       | AS Roma                               | 10     |
| 12   | Jérémy Toulalan      | Olympique Lyonnais                    | 7      |
| 14   | Ulrich Ramé          | Girondins de Bordeaux                 |        |
| 19   | Grégory Coupet       | AS Saint-étienne & Olympique Lyonnais |        |
|      | Olivier Dacourt      | Inter Milan & FC Fulham               |        |
| 21   | Robert Pirès         | Villareal CF                          |        |
|      | Sébastien Puygrenier | Zenit-S-Pb & Bolton Wanderers         |        |
|      | Steve Mandanda       | Olympique de Marseille                |        |